# Storbritannien i olympiska vinterspelen 2014
Storbritannien deltog i de olympiska vinterspelen 2014 i Sotji, Ryssland, med en trupp på 56 atleter fördelat på 10 sporter.
Fanbärare av den brittiska truppen på invigningen i Sotjis Olympiastadion var Jon Eley som tävlade i short track.

## Medaljörer
| Medalj | Namn                                                                      | Sport     | Gren                |
| ------ | ------------------------------------------------------------------------- | --------- | ------------------- |
| Guld   | Lizzy Yarnold                                                             | Skeleton  | Damernas skeleton   |
| Silver | David Murdoch Greg Drummond Scott Andrews Michael Goodfellow Tom Brewster | Curling   | Herrarnas curling   |
| Brons  | Jenny Jones                                                               | Snowboard | Damernas slopestyle |
| Brons  | Eve Muirhead Anna Sloan Vicki Adams Claire Hamilton Lauren Gray           | Curling   | Damernas curling    |